# Shahrestān di Khoy
Lo shahrestān di Khoy (farsi شهرستان خوی) è uno dei 17 shahrestān dell'Azarbaijan occidentale, in Iran. Il capoluogo è Khoy.

## Amministrazione

### Circoscrizione
Lo shahrestān è suddiviso in 4 circoscrizioni (bakhsh): 
- Centrale (بخش مرکزی)
- Eyvavagli(بخش ايواوغلي)
- Qatur (بخش قطور)
- Sefaiye (بخش صفائیه)

### Città
Le città presenti nello shahrestān sono: 
- Khoy
- Firuraq
- Eyvavagli
- Qatur
- Zurabad